# Lagntjärnen, Västerbotten
Lagntjärnen är en sjö i Skellefteå kommun i Västerbotten och ingår i Åbyälvens huvudavrinningsområde. Sjön har en area på 0,0487 kvadratkilometer och ligger 91,9 meter över havet.

## Delavrinningsområde
Lagntjärnen ingår i det delavrinningsområde (723543-175520) som SMHI kallar för Mynnar i Tvärån. Medelhöjden är 83 meter över havet och ytan är 10,88 kvadratkilometer. Det finns inga avrinningsområden uppströms utan avrinningsområdet är högsta punkten. Stavsjöbäcken som avvattnar avrinningsområdet har biflödesordning 3, vilket innebär att vattnet flödar genom totalt 3 vattendrag innan det når havet efter 17 kilometer. Avrinningsområdet består mestadels av skog (59 procent) och sankmarker (14 procent). Avrinningsområdet har 1,15 kvadratkilometer vattenytor vilket ger det en sjöprocent på 10,6 procent.